# Khaby Lame
Khabane (Khaby) Lame (Dakar, 9 maart 2000) is een Senegalees-Italiaans tiktokker. Hij staat bekend om zijn TikTok-video's waarin hij in stilte de spot drijft met overdreven ingewikkelde lifehack-video's. Hij was eind oktober 2022 officieel de populairste tiktokker ter wereld.

## Biografie en carrière
Lame werd geboren in Senegal. Zijn familie verhuisde naar Italië toen hij één jaar oud was. Hij heeft drie broers en zussen. Tot maart 2020 werkte Lame als CNC-machineoperator in een fabriek in de buurt van Turijn, maar werd vanwege de coronapandemie ontslagen.
Toen Lame vervolgens - uit verveling - video's op TikTok begon te posten, voorzag hij deze aanvankelijk nog van Italiaanse ondertiteling. Met zijn video's, waarin hij op gecompliceerde lifehack-video's reageert door ze na te doen, maar dan op een eenvoudige manier, werd hij echter al snel wereldwijd populair op het socialemediaplatform. Hierdoor liet hij - naast gesproken taal - ook geschreven taal al snel achterwege.
In april 2021 overtrof hij Gianluca Vacchi, die tot dat moment de meest gevolgde Italiaanse tiktokker was. Zijn succes zou te danken zijn aan het feit dat gebruikers van sociale media de universele ergernis delen omtrent het ontbreken van authenticiteit. Door zijn boodschap op een Mr. Bean-achtige manier, in stilte en met humoristische gezichtsuitdrukkingen, duidelijk te maken, wist hij veel mensen te bereiken.

## Privéleven
Lame kondigde in oktober 2020 zijn verloving aan. Sinds 2021 woont hij in Milaan. In augustus 2022 verkreeg Lame de Italiaanse nationaliteit. Zijn geschatte vermogen ligt tussen de €1.100.000,- en €2.300.000,-.